# Erzhausen
Erzhausen (im lokalen Dialekt: Erzhause) ist eine Gemeinde im südhessischen Landkreis Darmstadt-Dieburg zwischen Darmstadt und Frankfurt am Main. Die Gemeinde besteht aus nur einem Ort.

## Geografie

### Geografische Lage
Die Wohnbebauung von Erzhausen erstreckt sich in Ost-West-Richtung über eine Länge von etwa 2,5 km lang und in Nord-Süd-Richtung über eine Länge von rund einem Kilometer. Große Flächen der einzigen Gemarkung (Gmk.-Nr. 61073) insbesondere im Westen werden landwirtschaftlich genutzt. Im Nordwesten schließt sich ein ausgedehntes Waldgebiet an, das über Gemarkungsgrenzen hinaus bis nach Rüsselsheim reicht. Weitere Waldflächen auf Erzhäuser Gebiet befinden sich östlich der Bahnlinie.

### Nachbargemeinden
Erzhausen grenzt im Norden an die Stadt Mörfelden-Walldorf (Kreis Groß-Gerau) und die Gemeinde Egelsbach (Kreis Offenbach), im Südosten an die kreisfreie Stadt Darmstadt, sowie im Südwesten an die Stadt Weiterstadt. Erzhausen ist etwa 3 km lang und rund 1 km breit und ist fast vollständig von Wald umgeben.
| Mörfelden-Walldorf | Egelsbach                                   | Egelsbach |
| Mörfelden-Walldorf | Kompassrose, die auf Nachbargemeinden zeigt | Darmstadt |
| Weiterstadt        | Darmstadt                                   | Darmstadt |

### Klima
Darmstadt und Erzhausen liegen in der gemäßigten Klimazone. Die Durchschnittstemperatur beträgt 10,1 °C. Der wärmste Monat ist der Juli mit 19,3 °C im Durchschnitt. Der kälteste Monat ist der Januar mit durchschnittlich 0,9 °C.
Darmstadt, Erzhausen und das Rhein-Main-Gebiet liegen am nördlichen Ende der Oberrheinischen Tiefebene, die klimatisch zu den wärmsten Regionen in Deutschland zählt. Die Jahresmitteltemperatur liegt mit 10,1 °C (langjähriges Mittel für den Referenzzeitraum 1950–2010) über der anderer deutscher Metropolen (Berlin 9,0 °C, Hamburg 9,1 °C, München 7,7 °C).
Das Klima ist deshalb insgesamt recht mild. In der Zeit von November bis Januar gibt es tagsüber im Mittel nur ein bis zwei Sonnenstunden. Schnee liegt im Winter im Mittel an etwa 15 Tagen. Die Schneehöhe liegt nur selten über zehn Zentimeter und der Schnee bleibt meist nicht lange liegen.
Der Sommer ist mit Höchstwerten um 25 °C (an durchschnittlich elf Tagen im Jahr auch über 30 °C) recht warm; dazu ist es leicht wechselhaft mit gelegentlichen Schauern oder Gewittern, allerdings ist dies mit täglich sieben bis acht Stunden auch die sonnenreichste Zeit.
Die Extremwerte liegen bei ca. −21 °C im Winter und ca. +39 °C im Sommer. Die höchste je in Darmstadt gemessene Temperatur betrug 39,5 °C, gemessen am 7. August 2015. Die niedrigste je in Darmstadt gemessene Temperatur betrug −26,9 °C, gemessen am 19. Januar 1940. Die durchschnittliche Jahrestemperatur stieg im Mittel der Jahre 1950 bis 2010 um ca. 0,5 auf 10,1 °C.
Die mittlere jährliche Niederschlagsmenge betrug ca. 600–700 mm. Der meiste Niederschlag fällt im Juli, der geringste im Februar im Mittel der Jahre 1950 bis 2010.
Die vorherrschende Windrichtung ist West.
Klimadiagramm Erzhausen
|                       | Jan | Feb | Mär | Apr | Mai | Jun | Jul | Aug | Sep | Okt | Nov | Dez |   |      |
| Mittl. Tagesmax. (°C) | 1   | 5   | 10  | 20  | 23  | 26  | 25  | 25  | 20  | 13  | 6   | −2  | ⌀ | 14,4 |
| Mittl. Tagesmin. (°C) | −4  | −4  | 0   | 5   | 12  | 14  | 16  | 10  | 10  | 6   | −1  | −6  | ⌀ | 4,9  |
|                       |     |     |     |     |     |     |     |     |     |     |     |     |   |      |
| Niederschlag (mm)     | 83  | 64  | 30  | 61  | 109 | 78  | 104 | 91  | 82  | 92  | 93  | 113 | Σ | 1000 |

| −4 |

| −4 |

| 0 |

| 5 |

| 12 |

| 14 |

| 16 |

| 10 |

| 10 |

| 6 |

| −1 |

| −6 |

| −4 |

| −4 |

| 0 |

| 5 |

| 12 |

| 14 |

| 16 |

| 10 |

| 10 |

| 6 |

| −1 |

| −6 |

| N i e d e r s c h l a g | 83  | 64  | 30  | 61  | 109 | 78  | 104 | 91  | 82  | 92  | 93  | 113 |
|                         | Jan | Feb | Mär | Apr | Mai | Jun | Jul | Aug | Sep | Okt | Nov | Dez |

### Erhebungen
Die Binnendüne Heegberg wurde im kalten Tundrenklima durch Sandaufwehungen am Ende der Weichseleiszeit gebildet. Der Heegberg erreicht eine Höhe von 125 Metern über Normalhöhennull.

### Gewässer
- Bach von Erzhausen (auch: Gänswiesengraben)
- Bensenseegraben
- Brühlwiesengraben
- Fischteich am Hahnwiesenbach
- Hahnwiesenbach
- Hegbach (auch: Heegbach)
- Schwarzwiesengraben
- Tagwiesengraben
- Wilder Graben

### Naturschutzgebiet (NSG)
Der Faulbruch (historisch auch: Das Faulbruch) ist ein Wald- und Wiesengelände (Fauna-Flora-Habitat) am Ostrand von Erzhausen.

## Geschichte

### Historische Namensformen
In den historischen Dokumenten ist der Ort im Laufe der Jahrhunderte unter wechselnden Ortsnamen belegt:
| - 10. Jahrhundert: Erhardeshusen - um 1200: Erhardeshusen - um 1250: Erharteshusen - 1264: Erardishusen - 1273: Erharthusen - 1273: in villa Erharthusen - 1282: Eradeshusen - 1282: Erndeshusen; Ebrathshusen - 1331: Erarshusen - 1331: Irtzhusen - 1413: Ebrichshusen; Erarthusen - 1413: Ehartzhusen - 1440: Eretzhusen - 1446: Erhartzhusen | - 15. Jahrhundert: Erczhussen - 1451: Erhartshusen - 1452: Erhartshusen - 1453: Erhartshusen - 1454: Erhartßhussen - 1454: Erhartßhußen - 1497: Ertzhusen - 1506: Erhartzhausen - 1526: Ertzhusen - 1541: Erhartshaussen - 1549: Erhartshausen - 1576: Ertzhaussen - 1579: Ertzhausen - heute: Erzhausen |

### Bis 1900

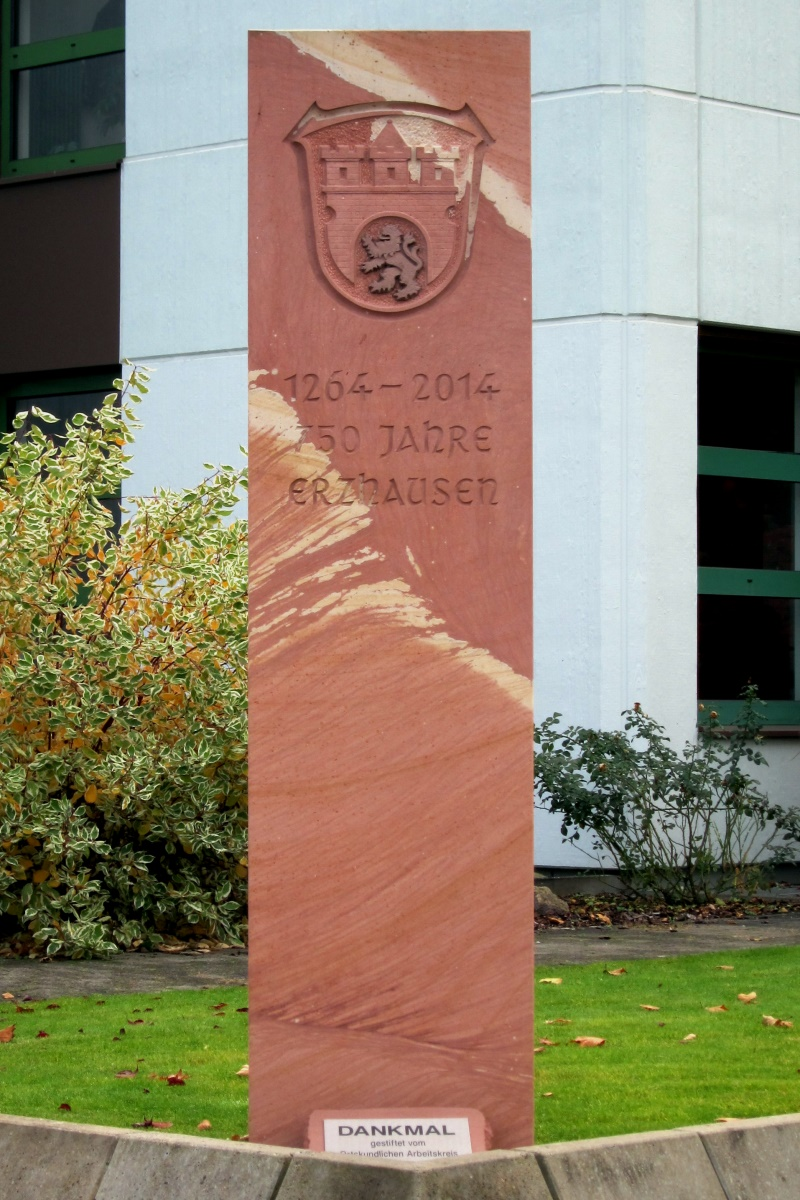
„Dankmal“ zur 750-Jahr-Feier der Gemeinde Erzhausen im Jahr 2014

Hügelgräber in der Gemarkung Erzhausen von etwa 1500 v. Chr. weisen bereits auf erste Siedlungen zum damaligen Zeitpunkt hin.
Um etwa 900 n. Chr. ist der Ort in wechselnden Schreibweisen wie beispielsweise Erardishusen, Erhartzhausen, Ebrichshusen oder Erndeshusen erstmals erwähnt. In der ältesten Urkunde aus dem Lorscher Codex trägt die Gemeinde den Namen Erhartshausen. Der Ortsname ist nicht wie oft irrtümlich angenommen von Erz abgeleitet, sondern von dem Vornamen Erhart (Häuser des Erhart).
Im Mittelalter gehörte Erzhausen den Ulnern von Dieburg. 1449 erhält Philipp der Jüngere von Katzenelnbogen die Hälfte von Erzhausen von seinem Vater. Diese fällt mit dem Erlöschen des Hauses Katzenelnbogen im Jahre 1479 an die Landgrafschaft Hessen. 1504 erwirbt der Landgraf von Hessen die andere Hälfte von Erzhausen. Die Bede von 30 Gulden steht aber weiter den Ulner von Dieburg zu. In diese Zeit fiel auch der Bau einer Kapelle (1565), später auch im Volksmund „Ulner Münster“ genannt, aus der am gleichen Platz später die heutige evangelische Kirche entstand. Der Dreißigjährige Krieg und die Pest löschten fast alles Leben aus dem Dorf. 1669 zählte man lediglich 73 Einwohner. Im Jahre 1771 verkauften die Ulner von Dieburg alle ihre verbliebenen Rechte an den Landgrafen von Hessen-Darmstadt (Ludwig VI.). Zu dieser Zeit ging es wieder aufwärts, denn es wurden bereits wieder 559 Einwohner gezählt. Zur Jahrhundertwende betrug die Einwohnerzahl 1244.
Die Statistisch-topographisch-historische Beschreibung des Großherzogthums Hessen berichtet 1829 über Erzhausen:

„Erzhausen (L. Bez. Langen) luth. Filialdorf; liegt 1 St. von Langen und hat 75 Häuser und 559 Einw., die bis auf 9 Kath., 8 Mennoniten und 6 Juden lutherisch sind. – Der Ort kommt in Lorscher Urkünden unter dem Namen Erhardeshusen vor. Conrad von Dornberg und seine Gemahlin Jutta besassen ihn als Allodium, welches sie aber an Anselm Ullner von Dieburg versetzten. Diese Jutta trat das Recht der Wiederlösung 1264 an ihre Verwandten, Philipp und Werner von Falkenstein ab, die aber keinen Gebrauch davon machten. Die Ullner, welche in ununterbrochenen Besitz dieses Ortes blieben, hatten ihn Churmainz zu Lehen aufgetragen. Von den Ullnern kam das Dorf 1445, durch Kauf zur Hälfte an die Grafen von Katzenellenbogen; die andere Hälfte aber in der bairischen Fehde an Hessen. Nach langen Streite verglich sich Hessen zuletzt mit den Ullnern, welche endlich 1662 allen ihren Rechten gegen Hessen für eine Summe Geldes entsagten. Dieser Kauf kam erst 1771, nach dem die Ullner im Mannsstamm erloschen, mit den hinterlassenen Töchtern, die auf dieses Dorf als ein Weiberlehen Ansprüche gemacht hatten, zu Stande. Die Kirche, ursprünglich eine Mutterkirche, wurde Anfangs des 17, Jahrhunderts dem Pfarrer zu Wixhausen zur Verwaltung übertragen.“

### Ab 1900
In der Zeit nach 1900 ist ein stetiger Anstieg der Einwohnerzahl zu verzeichnen. Von 1900 bis 1950 und von 1950 bis 2014 hat sich die Einwohnerzahl jeweils mehr als verdoppelt.
Am 14. Oktober 2016, um 18 Uhr 08 MESZ bebte bei Erzhausen die Erde mit dem Magnitudenwert von 3,0 auf der Richterskala. Über Schäden wurde nichts bekannt.

### Verwaltungsgeschichte im Überblick
Die folgende Liste zeigt die Staaten und Verwaltungseinheiten, denen Erzhausen angehört(e):
- 1420: Gerauer Mark
- vor 1449: Heiliges Römisches Reich, Herrschaft der Ulner von Dieburg
- ab 1449: Heiliges Römisches Reich, 1⁄2: Ulner von Dieburg; 1⁄2: Grafschaft Katzenelnbogen, Obergrafschaft Katzenelnbogen
- ab 1479: Heiliges Römisches Reich, 1⁄2: Ulner von Dieburg; 1⁄2: Landgrafschaft Hessen, Obergrafschaft Katzenelnbogen
- ab 1504: Heiliges Römisches Reich, Landgrafschaft Hessen (durch Erbfall), Obergrafschaft Katzenelnbogen
- ab 1567: Heiliges Römisches Reich, Landgrafschaft Hessen-Darmstadt, Obergrafschaft Katzenelnbogen, (1783: zum Amt Darmstadt; 1787: Oberamt Darmstadt, Zent Arheiligen)
- ab 1803: Heiliges Römisches Reich, Landgrafschaft Hessen-Darmstadt, Fürstentum Starkenburg, Amt Darmstadt
- ab 1806: Großherzogtum Hessen,[Anm. 2] Fürstentum Starkenburg, Amt Darmstadt
- ab 1815: Großherzogtum Hessen,[Anm. 3] Provinz Starkenburg, Amt Darmstadt
- ab 1821: Großherzogtum Hessen, Provinz Starkenburg, Landratsbezirk Langen
- ab 1832: Großherzogtum Hessen, Provinz Starkenburg, Kreis Groß-Gerau
- ab 1848: Großherzogtum Hessen, Regierungsbezirk Darmstadt
- ab 1852: Großherzogtum Hessen, Provinz Starkenburg, Kreis Darmstadt
- ab 1871: Deutsches Reich,[Anm. 4] Großherzogtum Hessen, Provinz Starkenburg, Kreis Darmstadt
- ab 1918: Deutsches Reich, Volksstaat Hessen,[Anm. 5] Provinz Starkenburg, Kreis Darmstadt
- ab 1938: Deutsches Reich, Volksstaat Hessen, Landkreis Darmstadt[10][Anm. 6]
- ab 1945: Amerikanische Besatzungszone,[Anm. 7] Groß-Hessen, Regierungsbezirk Darmstadt, Landkreis Darmstadt
- ab 1946: Amerikanische Besatzungszone, Hessen, Regierungsbezirk Darmstadt, Landkreis Darmstadt
- ab 1949: Bundesrepublik Deutschland, Hessen, Regierungsbezirk Darmstadt, Landkreis Darmstadt
- ab 1977: Bundesrepublik Deutschland, Hessen, Regierungsbezirk Darmstadt, Landkreis Darmstadt-Dieburg

### Gerichtszugehörigkeit
Erzhausen gehörte zur Zent Arheilgen. In der Landgrafschaft Hessen-Darmstadt wurde mit Ausführungsverordnung vom 9. Dezember 1803 das Gerichtswesen neu organisiert. Für das Fürstentum Starkenburg wurde das „Hofgericht Darmstadt“ als Gericht der zweiten Instanz eingerichtet. Die Rechtsprechung der ersten Instanz wurde durch die Ämter bzw. Standesherren vorgenommen.
Damit war das Amt Darmstadt zuständig. Das Hofgericht war für normale bürgerliche Streitsachen Gericht der zweiten Instanz, für standesherrliche Familienrechtssachen und Kriminalfälle die erste Instanz. Übergeordnet war das Oberappellationsgericht Darmstadt. Die Zentgerichte hatten damit ihre Funktion verloren.
Mit Bildung der Landgerichte im Großherzogtum Hessen war ab 1821 das Landgericht Langen das Gericht erster Instanz. Die zweite Instanz war das Hofgericht Darmstadt.
Es folgten:
- 1853: Landgericht Darmstadt; zweite Instanz: Hofgericht Darmstadt
- 1879: Amtsgericht Darmstadt II (Landgerichte wurden durch funktionsgleiche Amtsgerichte ersetzt); zweite Instanz: Landgericht Darmstadt
- 1932: Amtsgericht Darmstadt; zweite Instanz: Landgericht Darmstadt

### Bevölkerung

#### Einwohnerstruktur 2011
Nach den Erhebungen des Zensus 2011 lebten am Stichtag, dem 9. Mai 2011, in Erzhausen 7481 Einwohner. Darunter waren 738 (9,9 %) Ausländer, von denen 303 aus dem EU-Ausland, 290 aus anderen europäischen Ländern und 145 aus anderen Staaten kamen. Die Einwohner lebten in 3202 Haushalten. Davon waren 840 Singlehaushalte, 985 Paare ohne Kinder und 1077 Paare mit Kindern, sowie 231 Alleinerziehende und 69 Wohngemeinschaften.

#### Einwohnerentwicklung
| • 1806: | 345 Einwohner, 60 Häuser  |
| • 1829: | 559 Einwohner, 75 Häuser  |
| • 1867: | 800 Einwohner, 129 Häuser |

| Erzhausen: Einwohnerzahlen von 1781 bis 2021 | Erzhausen: Einwohnerzahlen von 1781 bis 2021 | Erzhausen: Einwohnerzahlen von 1781 bis 2021 | Erzhausen: Einwohnerzahlen von 1781 bis 2021 | Erzhausen: Einwohnerzahlen von 1781 bis 2021 |
| --- | -------------------------------------------- | -------------------------------------------- | -------------------------------------------- | -------------------------------------------- |
| Jahr |                                              |                                              |                                              | Einwohner                                    |
| 1781 | 1781                                         |                                              | 246                                          | 246                                          |
| 1800 | 1800                                         |                                              | 260                                          | 260                                          |
| 1806 | 1806                                         |                                              | 345                                          | 345                                          |
| 1829 | 1829                                         |                                              | 559                                          | 559                                          |
| 1834 | 1834                                         |                                              | 567                                          | 567                                          |
| 1840 | 1840                                         |                                              | 596                                          | 596                                          |
| 1846 | 1846                                         |                                              | 643                                          | 643                                          |
| 1852 | 1852                                         |                                              | 692                                          | 692                                          |
| 1858 | 1858                                         |                                              | 726                                          | 726                                          |
| 1864 | 1864                                         |                                              | 787                                          | 787                                          |
| 1871 | 1871                                         |                                              | 829                                          | 829                                          |
| 1875 | 1875                                         |                                              | 898                                          | 898                                          |
| 1885 | 1885                                         |                                              | 1.053                                        | 1.053                                        |
| 1895 | 1895                                         |                                              | 1.151                                        | 1.151                                        |
| 1905 | 1905                                         |                                              | 1.390                                        | 1.390                                        |
| 1910 | 1910                                         |                                              | 1.556                                        | 1.556                                        |
| 1925 | 1925                                         |                                              | 1.872                                        | 1.872                                        |
| 1939 | 1939                                         |                                              | 2.342                                        | 2.342                                        |
| 1946 | 1946                                         |                                              | 2.859                                        | 2.859                                        |
| 1950 | 1950                                         |                                              | 3.086                                        | 3.086                                        |
| 1956 | 1956                                         |                                              | 3.471                                        | 3.471                                        |
| 1961 | 1961                                         |                                              | 4.098                                        | 4.098                                        |
| 1967 | 1967                                         |                                              | 5.296                                        | 5.296                                        |
| 1970 | 1970                                         |                                              | 5.663                                        | 5.663                                        |
| 1976 | 1976                                         |                                              | 5.733                                        | 5.733                                        |
| 1981 | 1981                                         |                                              | 6.208                                        | 6.208                                        |
| 1984 | 1984                                         |                                              | 6.224                                        | 6.224                                        |
| 1992 | 1992                                         |                                              | 6.437                                        | 6.437                                        |
| 2000 | 2000                                         |                                              | 6.600                                        | 6.600                                        |
| 2005 | 2005                                         |                                              | 7.195                                        | 7.195                                        |
| 2010 | 2010                                         |                                              | 7.460                                        | 7.460                                        |
| 2011 | 2011                                         |                                              | 7.481                                        | 7.481                                        |
| 2015 | 2015                                         |                                              | 7.777                                        | 7.777                                        |
| 2021 | 2021                                         |                                              | 8.004                                        | 8.004                                        |
| Datenquelle: Historisches Gemeindeverzeichnis für Hessen: Die Bevölkerung der Gemeinden 1834 bis 1967. Wiesbaden: Hessisches Statistisches Landesamt, 1968. Weitere Quellen: Siehe folgende Tabelle |                                              |                                              |                                              |                                              |

Die Einwohnerzahlen mit ihren Quellen:
| Datum | Einwohner        |
| ----- | ---------------- |
| 1618  | ca. 250          |
| 1622  | ca. 200          |
| 1629  | 29 Hausgesessene |
| 1641  | ca. 50           |
| 1648  | praktisch ohne   |
| 1669  | 73               |
| 1791  | 246              |
| 1800  | 260              |
| 1829  | 559              |
| 1834  | 567              |

| Datum | Einwohner |
| ----- | --------- |
| 1900  | 1.244     |
| 1933  | 2.258     |
| 1970  | 5.663     |
| 1976  | 5.733     |
| 1981  | 6.208     |
| 1984  | 6.224     |
| 1992  | 6.437     |
| 2000  | 6.600     |
| 2005  | 7.195     |
| 2010  | 7.460     |

| Datum | Einwohner |
| ----- | --------- |
| 2011  | 7.481     |
| 2013  | 7.699     |
| 2014  | 7.716     |
| 2015  | 7.777     |
| 2016  | 8.126     |

Die erste urkundlich bekannte Zählung erfolgte 1629. In diesem Jahr wurden 29 Hausgesessene gezählt. Gezählt wurden aber, wie bis weit in das 19. Jahrhundert hinein, nur Männer mit Bürgerrecht. Sie hießen die „Hausgesessenen“, das entspricht in etwa der Anzahl der Haushaltungen. Die bei Hausgesessenen Einquartierten oder Bürger ohne volle Rechte, sogenannte „Beisassen“, wurden nicht gezählt.
Die Einwohnerzahl stieg im Mittelalter und der frühen Neuzeit nur langsam. Durch die zahlreichen Hungersnöte, Kriege und Seuchen ging sie immer wieder zurück. Erst ab Mitte des 19. Jahrhunderts, stieg die Einwohnerzahl stark an.

#### Religionszugehörigkeit
| • 1829: | 536 lutheranische (= 95,89 %), 8 mennonitische (= 1,43 %), 6 jüdische (= 1,07 %) und 9 katholische (= 1,61 %) Einwohner |
| • 1961: | 3053 evangelische (= 74,50 %), 776 katholische (= 18,94 %) Einwohner                                                    |
| • 2011: | 2836 evangelische (= 37,9 %), 1419 katholische (= 19,0 %) Einwohner                                                     |

#### Erwerbstätigkeit
Die Gemeinde im Vergleich mit Landkreis, Regierungsbezirk Darmstadt und Hessen:
|                                                   | Jahr | Gemeinde | Landkreis | Regierungsbezirk | Hessen    |
| ------------------------------------------------- | ---- | -------- | --------- | ---------------- | --------- |
| Sozialversicherungspflichtig Beschäftigte         | 2017 | 839      | 74.525    | 1.695.567        | 2.524.156 |
| Veränderung zu                                    | 2000 | +41,7 %  | +21,1 %   | +16,1 %          | +16,0 %   |
| davon Vollzeit                                    | 2017 | 64,0 %   | 68,3 %    | 72,8 %           | 71,8 %    |
| davon Teilzeit                                    | 2017 | 36,0 %   | 31,7 %    | 27,2 %           | 28,2 %    |
| Ausschließlich geringfügig entlohnte Beschäftigte | 2017 | 261      | 15.305    | 224.267          | 372.991   |
| Veränderung zu                                    | 2000 | +39,6 %  | +14,4 %   | +9,0 %           | +8,8 %    |

| Branche                         | Jahr | Gemeinde | Landkreis | Regierungsbezirk | Hessen |
| ------------------------------- | ---- | -------- | --------- | ---------------- | ------ |
| Produzierendes Gewerbe          | 2000 | 30,7 %   | 41,1 %    | 27,0 %           | 30,6 % |
|                                 | 2017 | *)       | 31,3 %    | 20,4 %           | 24,3 % |
| Handel, Gastgewerbe und Verkehr | 2000 | 21,6 %   | 26,1 %    | 26,4 %           | 25,1 % |
|                                 | 2017 | 25,5 %   | 26,8 %    | 24,7 %           | 23,8 % |
| Unternehmensdienstleistungen    | 2000 | 17,2 %   | 11,6 %    | 25,1 %           | 20,2 % |
|                                 | 2017 | 18,2 %   | 17,1 %    | 31,6 %           | 26,1 % |
| Sonstige Dienstleistungen       | 2000 | 27,7 %   | 18,8 %    | 20,1 %           | 22,5 % |
|                                 | 2017 | 29,8 %   | 23,6 %    | 23,0 %           | 25,4 % |
| Sonstiges (bzw. ohne Zuordnung) | 2000 | 02,7 %   | 02,4 %    | 01,4 %           | 01,5 % |
|                                 | 2017 | 26,5 %   | 01,1 %    | 00,3 %           | 00,4 % |

*) anonymisiert

## Politik

### Gemeindevertretung
Die Kommunalwahl am 12. März 2021 lieferte folgendes Ergebnis, in Vergleich gesetzt zu früheren Kommunalwahlen:
| Sitzverteilung in der Gemeindevertretung 2021Insgesamt 25 Sitze - SPD: 6 - Grüne: 7 - GfE: 9 - CDU: 3 | Parteien und Wählergemeinschaften | Parteien und Wählergemeinschaften           | % 2021 | Sitze 2021 | % 2016 | Sitze 2016 | % 2011 | Sitze 2011 | % 2006 | Sitze 2006 | % 2001 | Sitze 2001 |
| Sitzverteilung in der Gemeindevertretung 2021Insgesamt 25 Sitze - SPD: 6 - Grüne: 7 - GfE: 9 - CDU: 3 | GfE                               | Gemeinsam für Erzhausen                     | 35,6   | 9          | 38,3   | 9          | –      | –          | –      | –          | –      | –          |
| Sitzverteilung in der Gemeindevertretung 2021Insgesamt 25 Sitze - SPD: 6 - Grüne: 7 - GfE: 9 - CDU: 3 | SPD                               | Sozialdemokratische Partei Deutschlands     | 23,4   | 6          | 31,4   | 8          | 39,2   | 10         | 47,8   | 12         | 67,3   | 21         |
| Sitzverteilung in der Gemeindevertretung 2021Insgesamt 25 Sitze - SPD: 6 - Grüne: 7 - GfE: 9 - CDU: 3 | CDU                               | Christlich Demokratische Union Deutschlands | 14,5   | 3          | 18,7   | 5          | 23,1   | 6          | 36,7   | 9          | 32,7   | 10         |
| Sitzverteilung in der Gemeindevertretung 2021Insgesamt 25 Sitze - SPD: 6 - Grüne: 7 - GfE: 9 - CDU: 3 | GRÜNE                             | Bündnis 90/Die Grünen                       | 26,6   | 7          | 11,6   | 3          | 23,9   | 6          | 15,5   | 4          | –      | –          |
| Sitzverteilung in der Gemeindevertretung 2021Insgesamt 25 Sitze - SPD: 6 - Grüne: 7 - GfE: 9 - CDU: 3 | FWE                               | Freie Wähler Erzhausen                      | –      | –          | –      | –          | 13,7   | 3          | –      | –          | –      | –          |
| Sitzverteilung in der Gemeindevertretung 2021Insgesamt 25 Sitze - SPD: 6 - Grüne: 7 - GfE: 9 - CDU: 3 | Gesamt                            | Gesamt                                      | 100    | 25         | 100    | 25         | 100    | 25         | 100    | 25         | 100    | 31         |
| Sitzverteilung in der Gemeindevertretung 2021Insgesamt 25 Sitze - SPD: 6 - Grüne: 7 - GfE: 9 - CDU: 3 | Wahlbeteiligung in %              | Wahlbeteiligung in %                        | 53,9   | 53,9       | 50,7   | 50,7       | 49,8   | 49,8       | 50,5   | 50,5       | 55,8   | 55,8       |

### Bürgermeister

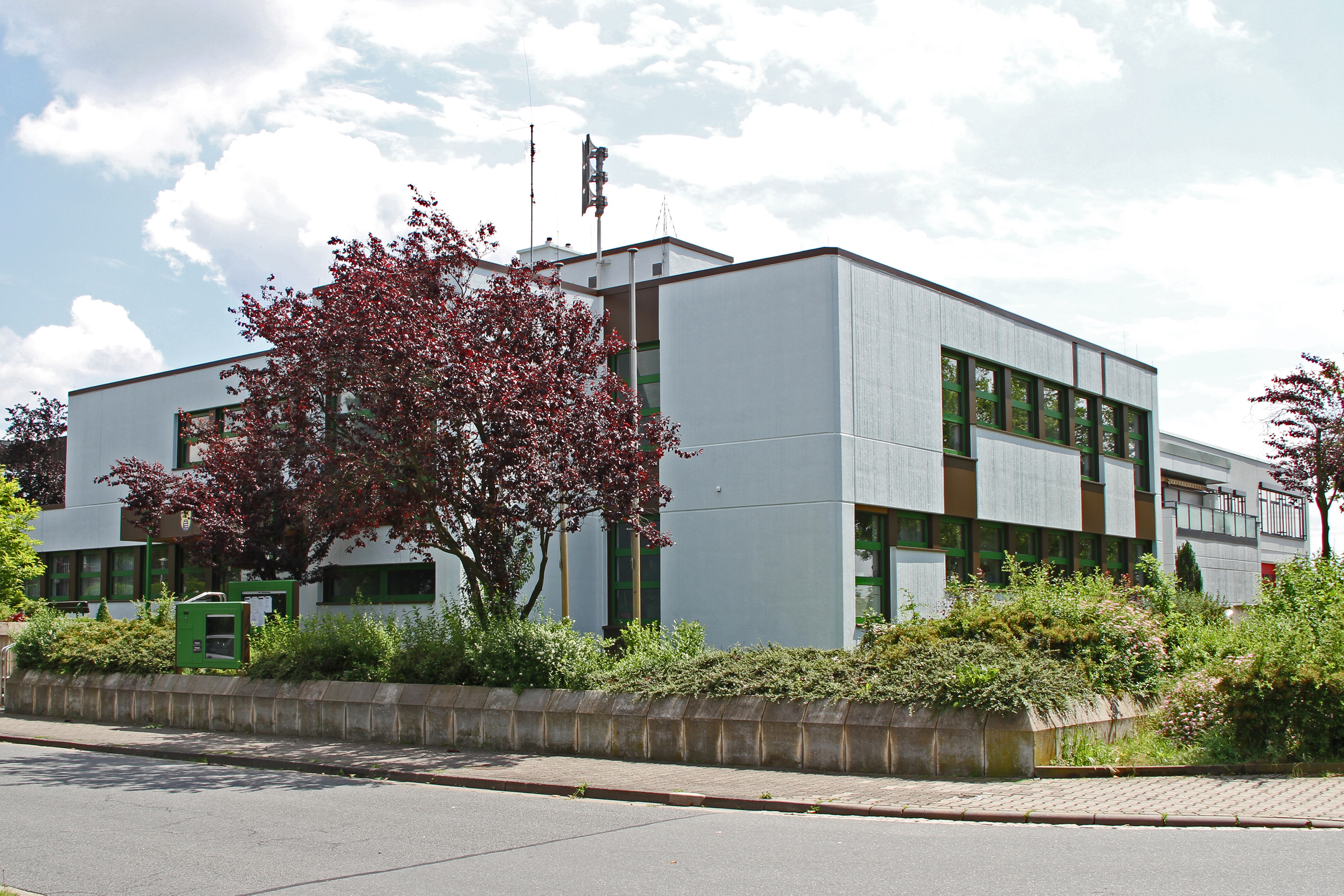
Rathaus Rodenseestraße 3

Nach der hessischen Kommunalverfassung wird der Bürgermeister für eine sechsjährige Amtszeit gewählt, seit dem Jahr 1993 in einer Direktwahl, und ist Vorsitzender des Gemeindevorstands, dem in der Gemeinde Erzhausen neben dem Bürgermeister ehrenamtlich ein Erster Beigeordneter und fünf weitere Beigeordnete angehören. Bürgermeisterin ist seit dem 1. Januar 2019 Claudia Lange (GfE). Sie wurde als Nachfolgerin von Rainer Seibold, der nach einer Amtszeit nicht wieder angetreten war, am 19. August 2018 im ersten Wahlgang bei 55,3 Prozent Wahlbeteiligung mit 56,8 Prozent der Stimmen gewählt. Es folgte eine Wiederwahl im Juni 2024.
Amtszeiten der Bürgermeister
- 2019–2030 Claudia Lange (GfE)[32]
- 2013–2018 Rainer Seibold[33]
- 1995–2012 Hans-Dieter Karl (SPD)[37]
- 1962–1994 Albert Leyer (SPD)
- 1950–1962 Heinrich Lotz (SPD)
- 1945–1950 August Lorenz (SPD)
- 1942–1945 Heinrich Haaß (NSDAP)
- 1934–1942 Georg Wannemacher (NSDAP)
- 1933–1934 Philipp Vollrath (NSDAP)
- 1919–1933 August Lorenz (SPD)
- 1893–1919 Johann Heinrich Wannemacher III.

### Gemeindepartnerschaften

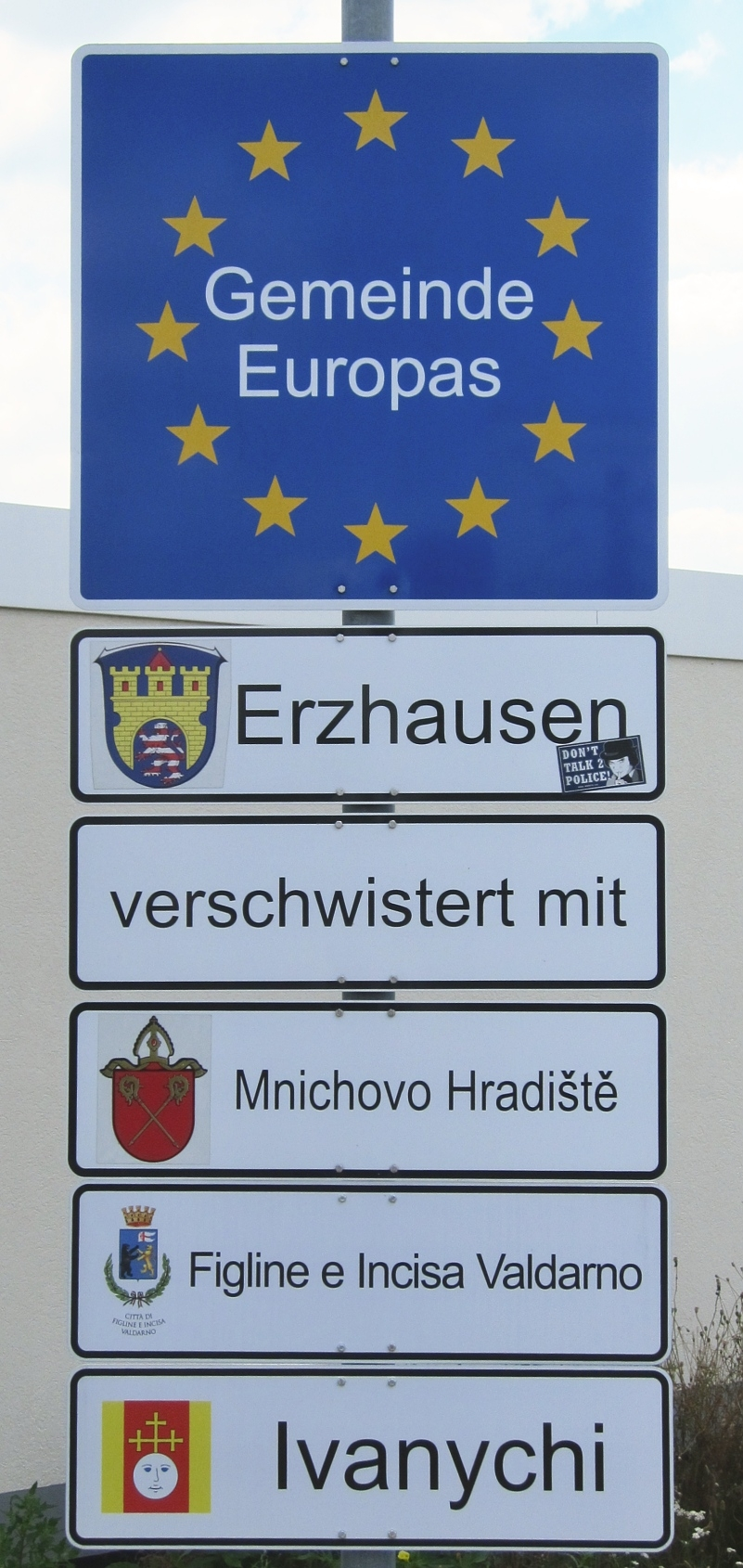
„Europaschild“ mit den Partnergemeinden im Jahr 2017

Erzhausen unterhält drei klassische Gemeindepartnerschaften:
- Mnichovo Hradiště, Středočeský kraj, Okres Mladá Boleslav, Tschechien; seit 11. Oktober 1997
- Incisa in Val d’Arno, Toskana, Provinz Florenz, Italien; seit 17. September 2006
- Iwanytschi, Rajon Iwanytschi, Oblast Wolyn, Ukraine; seit 11. Mai 2017[38]

### Historische Gemeindepartnerschaft
- Crossen, früher selbständige Gemeinde am Nordrand von Zwickau, jetzt Stadtteil von Zwickau, Sachsen

Crossen wurde 1996 in die Stadt Zwickau eingemeindet, seitdem wird Crossen nicht mehr zu den Partnerstädten von Erzhausen gezählt.

### Wappen
| Wappen von Erzhausen | Blasonierung: „In Blau eine goldene rotbefensterte und -bedachte Burg über einem in den Torbogen eingefügten hessischen Löwen.“ |
| Wappen von Erzhausen | Das Wappen wurde vom Heraldiker Heinz Ritt gestaltet und am 7. Mai 1973 vom Hessischen Innenministerium genehmigt. Es verbindet die beiden Wappen der früheren Ortsherren Erzhausens, die goldene Burg der Ulner von Dieburg und den gestreiften Löwen der Landgrafen von Hessen. |

Eine offizielle Flagge führt die Gemeinde nicht. Es gibt jedoch eine nichtamtliche Flagge, die auf rot-weißem Flaggentuch das Gemeindewappen zeigt.

### Auszeichnungen
Im Juni 2014 wurde Erzhausen die Freiherr-vom-Stein-Plakette verliehen.
Anlass hierfür war das 750-jährige Bestehen der Gemeinde Erzhausen.

## Kultur und Sehenswürdigkeiten

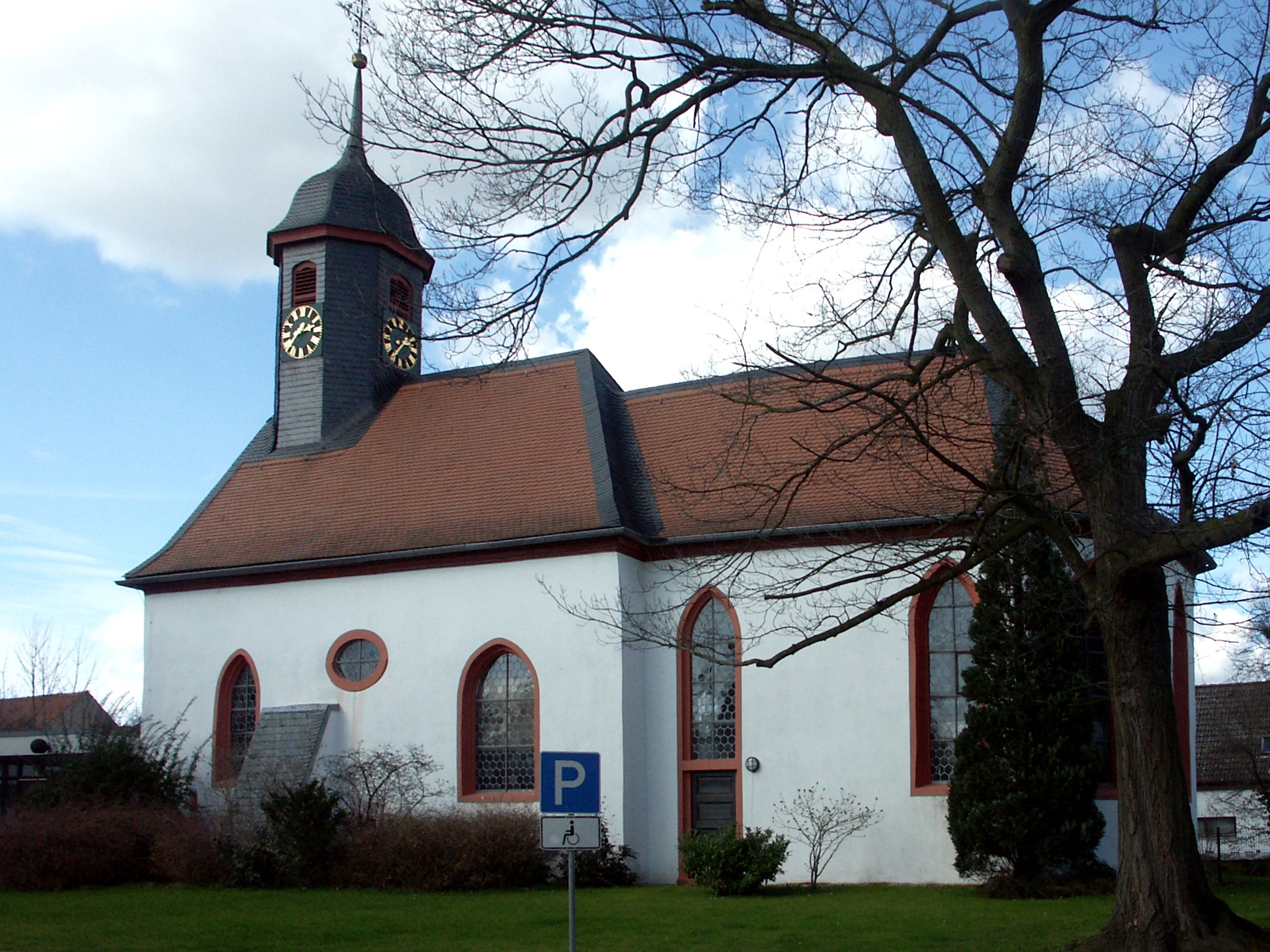
Evangelische Kirche

### Historische Bauwerke
- Alte Schillerschule, in der heute das Dorfmuseum und das Jugendzentrum der Gemeinde untergebracht sind
- Bahnhof Erzhausen
- Ehemalige Neuapostolische Kirche
- Evangelische Kirche
- Fachwerkhaus (Hauptstraße 9)
- Fachwerkhaus (Hauptstraße 30)
- Faselstall (abgerissen)
- Forsthaus Bayerseich
- Friedhof Erzhausen
- Kelterhaus
- Lessingschule

Die evangelische Kirche steht unter Denkmalschutz.
Die Schillerschule ist das einzige, noch erhaltene Gebäude in Erzhausen, das aus dem regionalen und früher ortsbildprägenden „rauem Stein“ errichtet wurde.

### Freizeit und Sport

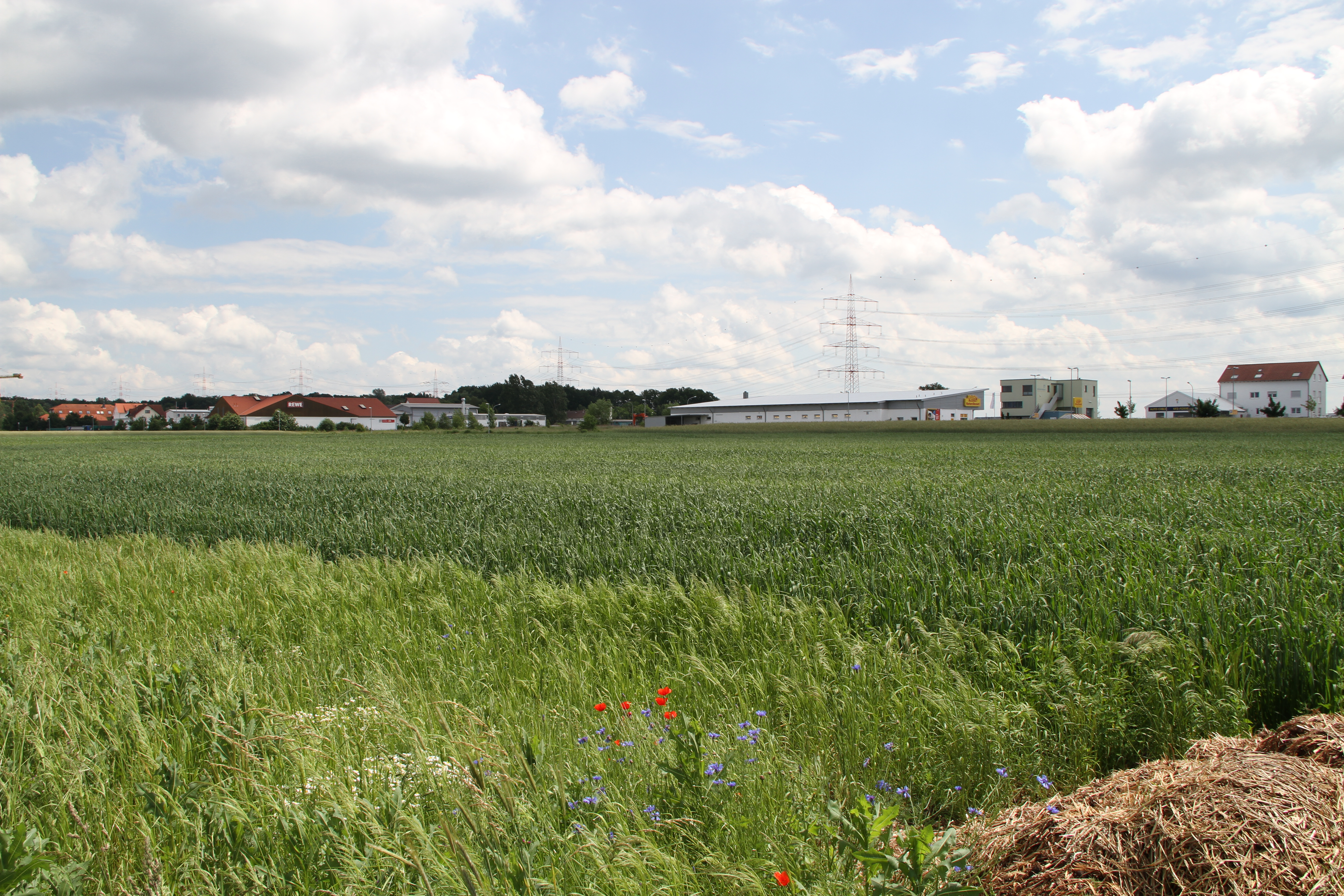
Gewerbegebiet

Von überregionaler Bedeutung ist „Die Sauna“, eine 7000 m² große Saunalandschaft mit Schwimmbädern, Massage, Kosmetik und vielem mehr.
Daneben gibt es zahlreiche Vereine und Verbände.

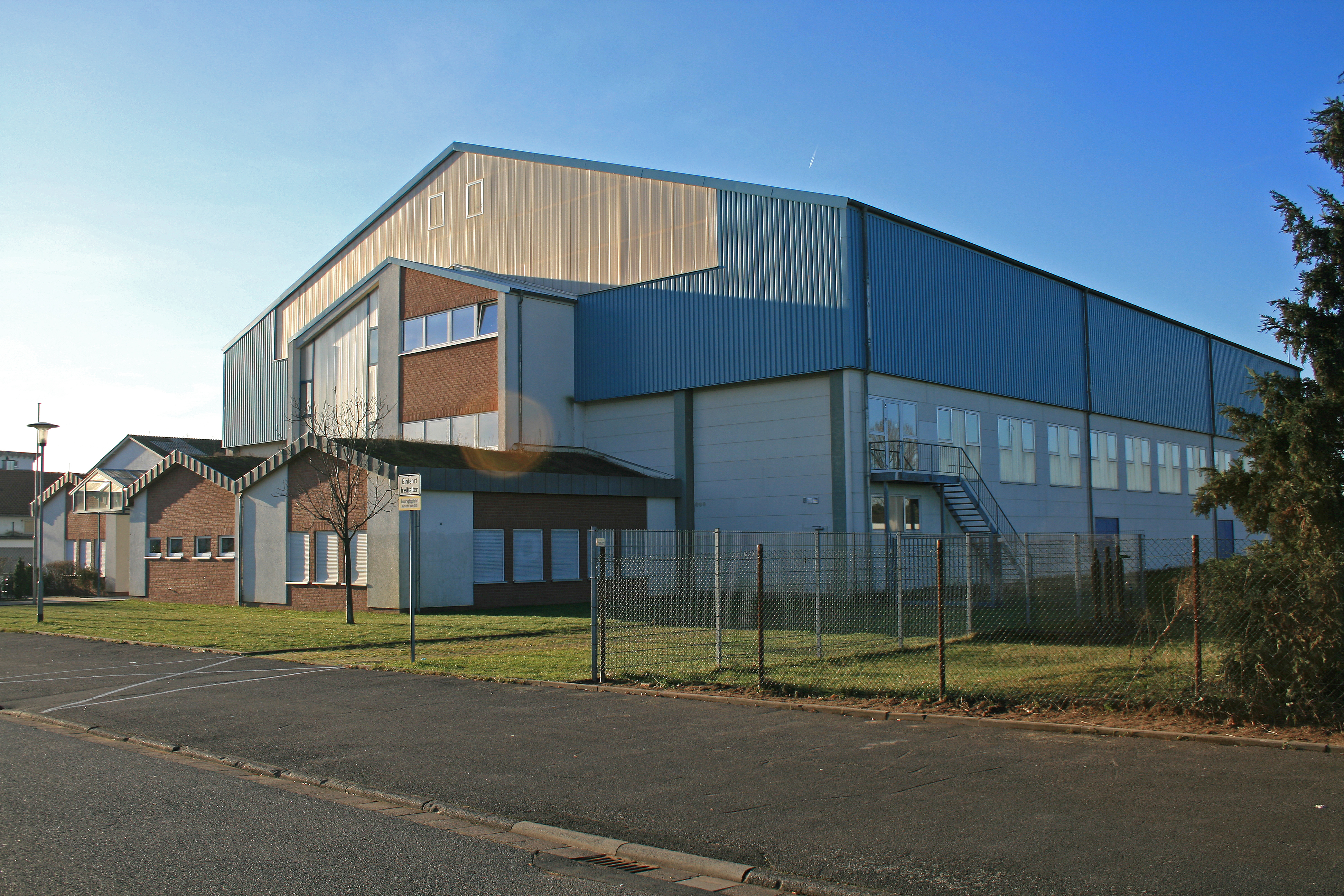
Neue Sporthalle

Der größte Verein ist der SV Erzhausen, dessen Fußballabteilung in der Oberliga Hessen (4. Liga) relativ erfolgreich spielte. Der Verein belegte in der Saison 2003/2004 den dritten Tabellenplatz. Ab der Saison 2006/2007 spielte der SV Erzhausen wieder in der Landesliga Süd, musste jedoch wieder absteigen.
Jedes Jahr findet in Erzhausen eine Kerb statt, an der sich sowohl die neuen Kerbborschen als auch die Altkerbborschen beteiligen.

### Regelmäßige Veranstaltungen
- Februar/März: AEWG-Umzug (ArheilgenErzhausenWixhausenGräfenhausen-Karnevalsumzug); alle vier Jahre.[41]
- Ostermontag: Ostereier-Triathlon an der Heegberghalle
- Mai: Tanz in den Mai der Kerbborsch Erzhausen in der Heegberghalle; Reitturnier des Reit- und Fahrverein Erzhausen an der Heegberghalle
- Fronleichnam: Feuerwehrfest der Freiwilligen Feuerwehr[42][43]
- Juni: Fest zum Sommer (Fezso-Fest)[44]
- Juli: Ortskernfest der Altkerbborsch Erzhausen am Hessenplatz
- August: Koberstädter Wald-Marathon
- September: Heegbachlauf eine Sportveranstaltung[45]
- September: Erzhäuser Kerb
- September: Herbstbasar[46]
- Oktober: Kelterfest[47]
- November: Kunstmarkt[48]
- 1. Advent: Hobbykünstlermarkt in der alten Schillerschule[49]
- 4. Advent: Waldweihnacht in der Heegberghalle

## Wirtschaft und Infrastruktur

### Verkehr
| Bundesautobahnen | A5 · A661   |
| Bundesstraße     | B3          |
| Kreisstraße      | K 167       |
| S-Bahn           | S6          |
| Buslinien        | WE1 662 n71 |

#### Die Bahn in Erzhausen

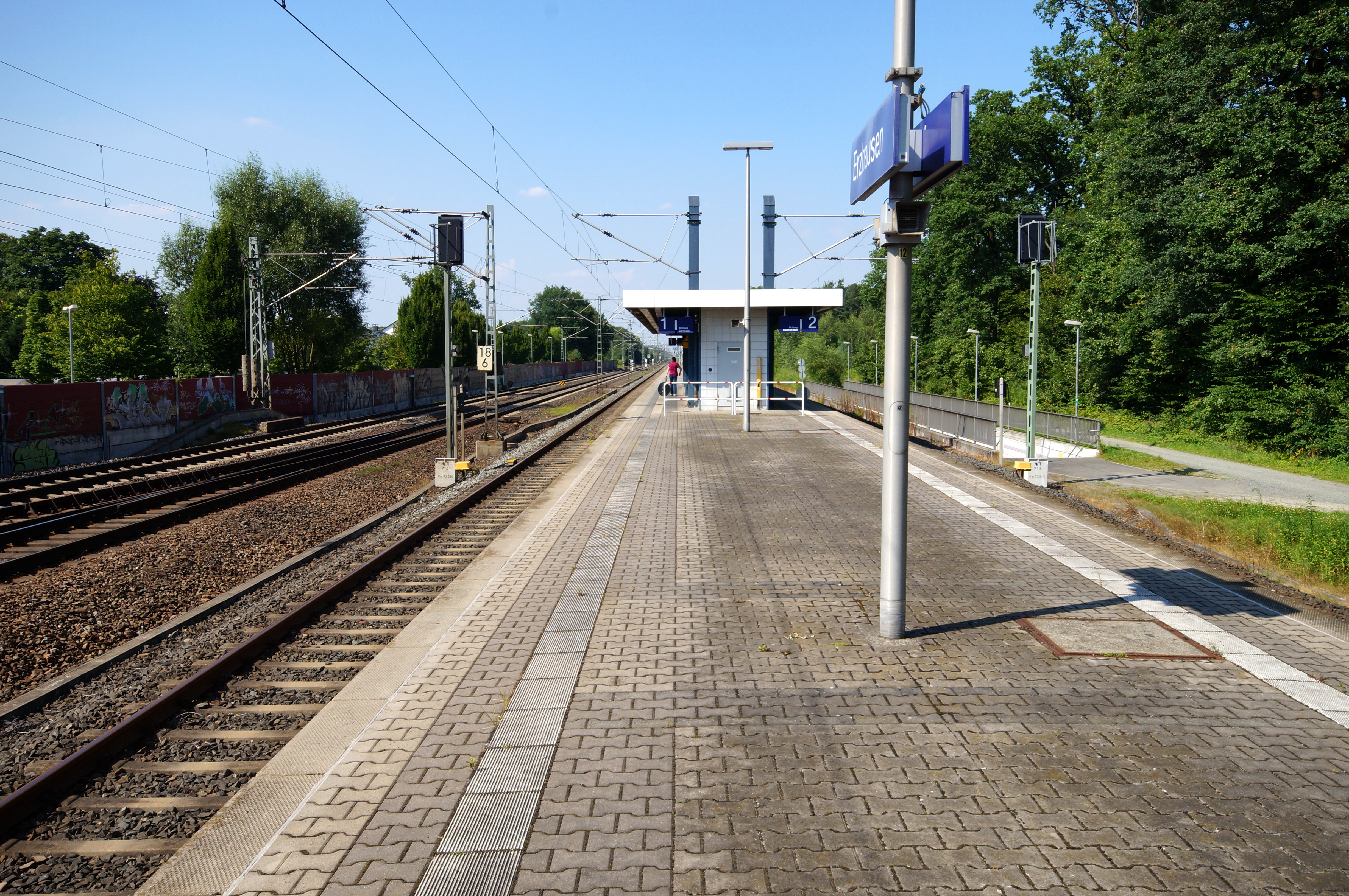
Die Bahnsteige des Bahnhofs Erzhausen: Hier halten Züge der Linie S 6 der S-Bahn Rhein-Main

Da sich viele Arbeiter und Handwerker in Erzhausen eine Heimat suchten, jedoch in Darmstadt oder Frankfurt arbeiteten, wurde im Jahre 1888 eine Haltestelle an der Main-Neckar-Eisenbahn (Streckenkilometer 18,6) eingerichtet. 1903 wurde dann das heutige Empfangsgebäude errichtet. 1997 wurde die Bahnstrecke mit der Einführung des RMV ausgebaut. Seitdem verkehren vom Bahnhof Erzhausen Züge der S-Bahn Rhein-Main im halbstündigen Takt nach Darmstadt Hauptbahnhof bzw. in den Taunus nach Bad Soden über Langen und Frankfurt. Dies ist besonders für Pendler von Vorteil, die mittlerweile den Großteil der arbeitenden Bevölkerung ausmachen. Die Fahrzeit nach Frankfurt Hbf beträgt 30 Minuten, nach Darmstadt Hbf 8 Minuten.

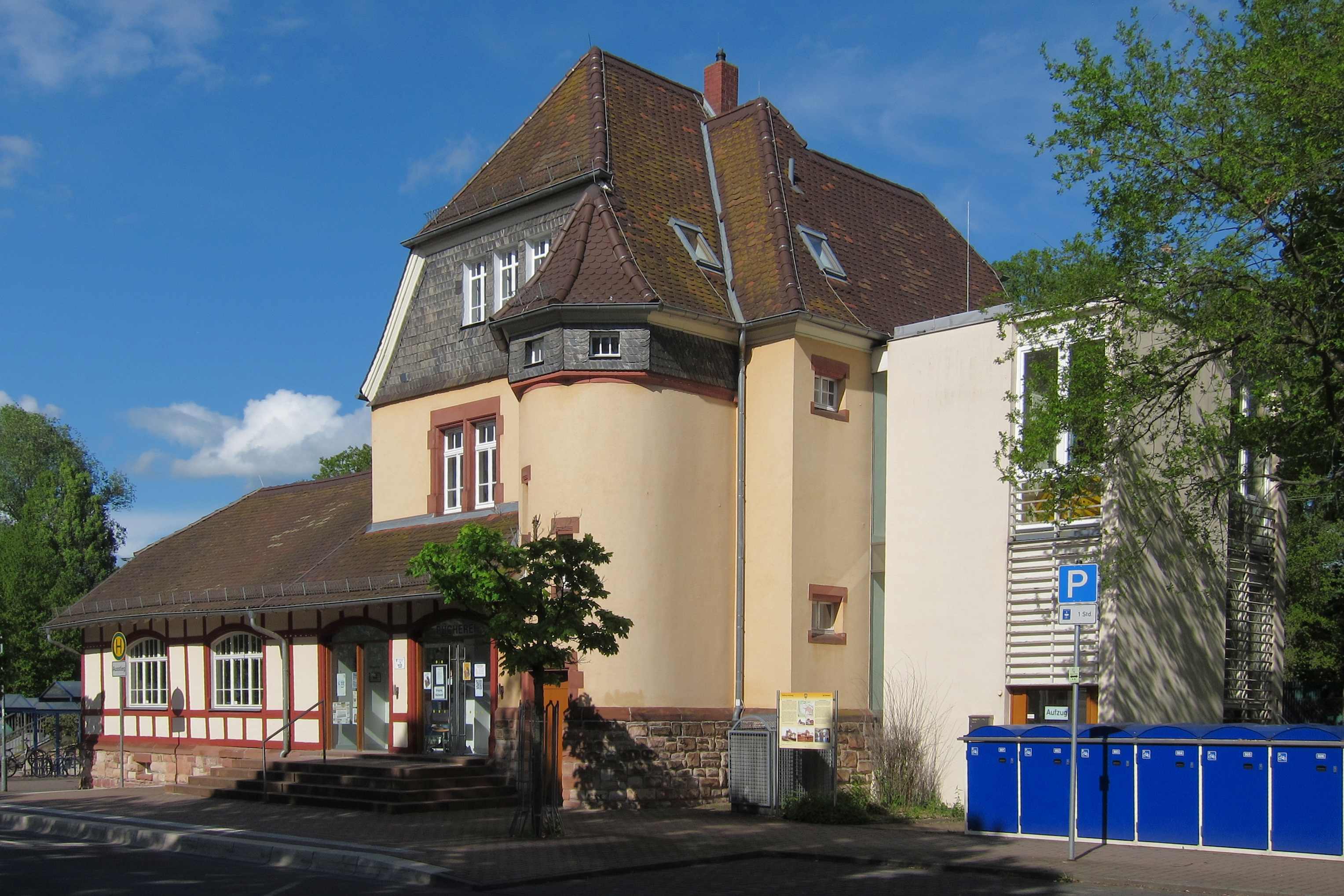
Bücherbahnhof Erzhausen mit dem Anbau zum barrierefreien Zugang

Nach der Eröffnung der S-Bahn wurde das Empfangsgebäude nicht mehr genutzt, da die S-Bahnen an einem eigenen Bahnsteig ankommen und abfahren, der extra dafür barrierefrei errichtet wurde. Im Zuge dessen wurde auch der gesamte Vorplatz erneuert. Jetzt befindet sich auf dem Bahnhofsvorplatz ein Park+Ride-Parkplatz.
Seit Anfang 2001 hat die Gemeinde Erzhausen das Empfangsgebäude, das sie von der Deutschen Bahn erworben hat, renoviert. Heute beherbergt das Gebäude den Erzhäuser Bücherbahnhof, die Gemeindebücherei.

#### Busverbindungen
Die Buslinie WE1 verbindet Erzhausen mit Weiterstadt und Darmstadt. Die Buslinie beginnt am Bahnhof Erzhausen und endet am Schloss in der Innenstadt von Darmstadt. Die Gesamtfahrzeit beträgt fahrplanmäßig etwa 47 Minuten.
Die Buslinie 662 (Darmstadt-Arheilgen nach Mörfelden Bahnhof via Langen Bahnhof) tangiert Erzhausen im Osten. Die Bushaltestelle befindet sich rund 1,5 km östlich vom Bahnhof Erzhausen an der Bundesstraße 3.
Diese Bushaltestelle liegt an der Kreuzung K167/B3.
Die Nachtbuslinie n71 verbindet Erzhausen an der Haltestelle an der Bundesstraße 3 mit Frankfurt und Darmstadt.

#### Straßenanbindung
Für Kraftfahrzeuge ist Erzhausen von Osten zu erreichen über die Bundesstraße B 3 (Frankfurt–Darmstadt) und über die Kreisstraße 167, der zentralen Achse durch den Ort, von Süden über die Kreisstraße 167, von Norden über die Wolfsgartenallee und von Westen über den Bornweg. Zur Autobahn A 5 (Frankfurt–Darmstadt) gelangt man über die Ausfahrt Weiterstadt oder über die Ausfahrt Langen/Mörfelden. Das Ende der Autobahn A 661 befindet sich in der Nachbargemeinde Egelsbach.

#### Flugverkehr
Der internationale Flughafen Frankfurt Main befindet sich etwa 12 km nordwestlich von Erzhausen.
Der Flugplatz Frankfurt-Egelsbach befindet sich teilweise auf der Gemarkung Erzhausen.

#### Rad- und Wanderwege

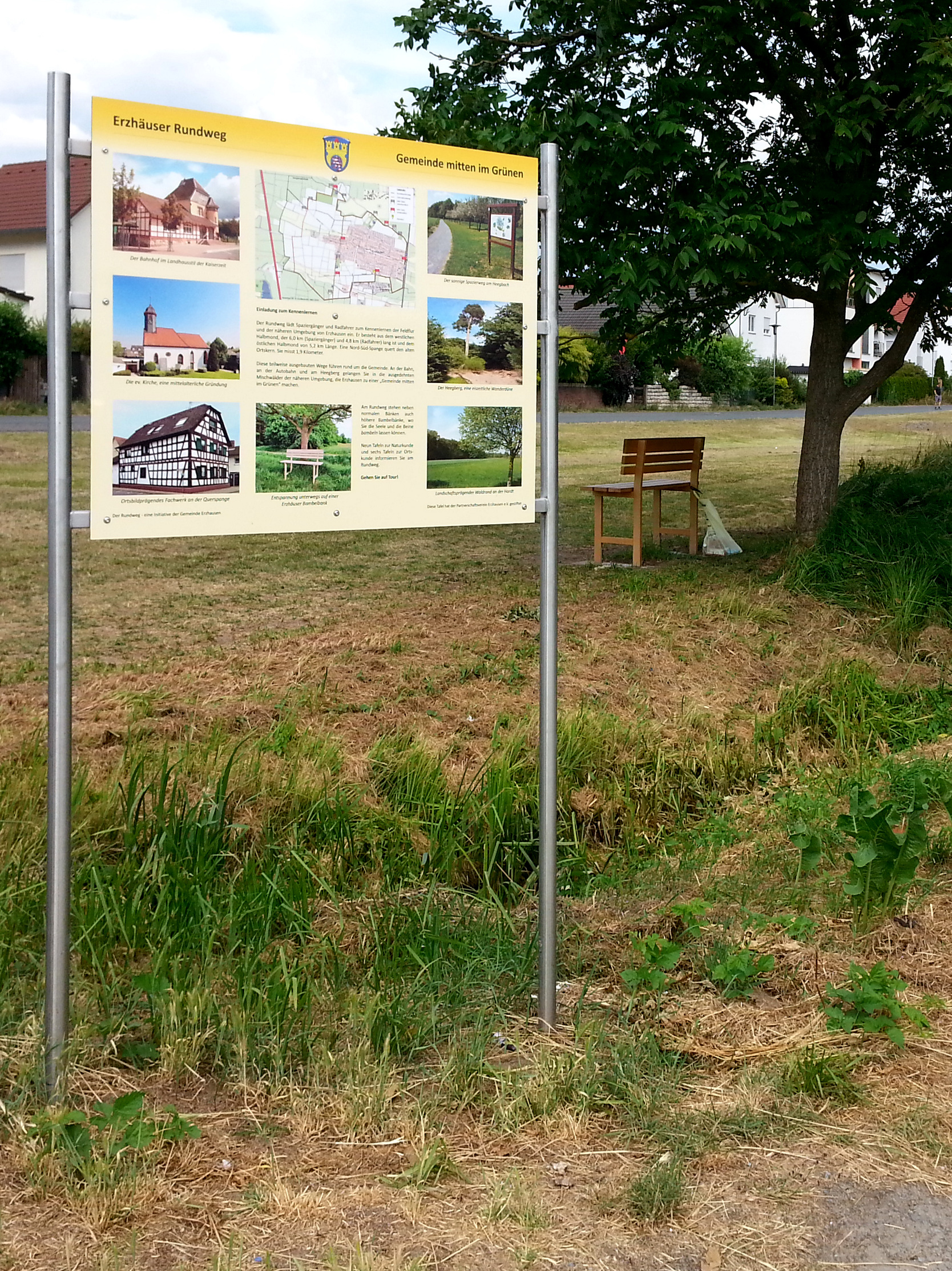
Informationstafel am Erzhäuser Rundweg

- Um den Ort herum mit einer Querspange als Abkürzung oder Zugang führt der Erzhäuser Rundweg.[50] Der Rundweg hat bis auf einen Abschnitt im Westen der Gemarkung für Spaziergänger und für Radfahrer denselben Verlauf. Der Rundweg wurde am 9. Juni 2018 im Rahmen des Gemarkungsrundgangs eingeweiht.
- Erzhausen wird in West-Ost-Richtung von der Südhessen-Radroute Nr. 12 und in Nord-Süd-Richtung von den Routen 15 und 17 durchquert.
- Die „Familien-Radroute im Landkreis Darmstadt-Dieburg“ ist ein etwa 40 km langer, markierter regionaler Themenradweg, der von Erzhausen nach Seeheim-Jugenheim führt[51]
- Die bereits fertiggestellten Abschnitte des Radschnellwegs Frankfurt – Darmstadt verlaufen in der Gemarkung Erzhausen östlich der Bahnlinie.[52]

### Medien
Für Erzhausen finden aktuelle Berichterstattung und amtliche Bekanntmachungen hauptsächlich in der Wochenzeitung „Erzhäuser Anzeiger“ („Amtliches Bekanntmachungsorgan der Gemeinde Erzhausen“) statt. Daneben gibt es Berichte in den Tageszeitungen Darmstädter Echo und in den Regionalausgaben der Frankfurter Allgemeinen Zeitung und der Frankfurter Rundschau.
Der Hessische Rundfunk und Radio FFH sind jeweils mit einem Regionalstudio in Darmstadt vertreten.
Das nichtkommerzielle Lokalradio Radio Darmstadt (Radar) sendet aus Darmstadt.
Diese Studios sind auch für Erzhausen zuständig.

### Öffentliche Einrichtungen
Kirchen
Evangelische Kirche
Katholische Kirche „Maria Königin“
Bund Freikirchlicher Pfingstgemeinden KdöR
Schulen und weitere Bildungseinrichtungen
Lessingschule (Grundschule)
Friedrich-Ebert-Schule
Gemeindebücherei (auch: Bücherbahnhof)
Grundschulnest e. V.
Dorfmuseum in der ehemaligen Schillerschule
Theologisches Seminar Beröa
Kindertagesstätten
Kita „Regenbogen“ (Am Hainpfad) mit Bewegungskindergarten in der Sporthalle
Kita Kiefernweg
Kita Sandhügelstraße
Waldkindergarten „Heegbachwichtel“, Wolfsgartenallee/Heegberghalle
Evangelischer Kindergarten, Bahnstraße
Spielplätze
Spielplatz Am Hainpfad
Spielplatz Lessingschule
Spielplatz Mainstraße
Spielplatz Rodenseestraße
Spielplatz Kiefernweg
Jugendeinrichtungen
Jugendzentrum (in der Schillerschule)
Skateanlage Am Hainpfad (abgerissen)
Altenpflege

Marie-Juchacz-Seniorenzentrum und Wohnen und Pflege Rodensee, Annastraße/Kiefernweg
Friedhof
Friedhof Erzhausen, Am Friedhof (auch: Zum Friedhof und Friedhofstraße)
Kelterhaus
Erzhäuser Kelterhaus, Weiherstraße
Grillhütte
Am Bauhof
Dorfmuseum
Dorfmuseum in der Schillerschule

### Sonstige Einrichtungen
- Erzhausen ist Sitz des Theologischen Seminars Beröa, der theologischen Ausbildungsstätte des Bundes Freikirchlicher Pfingstgemeinden.
- In Erzhausen residiert ein Honorarkonsul von Panama.[55][56]

## Persönlichkeiten

### In Erzhausen geboren
- August Lorenz (1883–1963), hessischer Landtagsabgeordneter und Bürgermeister von Erzhausen
- Wolfgang Breidert (* 1937), Mathematiker und Philosoph
- Roman Heiligenthal (* 1953), evangelischer Theologe, Präsident der Universität Koblenz-Landau

### Mit Erzhausen verbunden
- Dietrich Neumann (1929–2023), Architekt und Hochschullehrer
- Karl Adolf Scherer (1929–2008), Sportpublizist
- Marvelli jr. (1932–2008), Zauberkünstler
- Lothar Schämer (1940–2017), Fußballspieler
- Friedrich Battenberg (* 1946), Historiker und ehemaliger Leiter des Hessischen Staatsarchivs Darmstadt
- Jürgen Diefenbach (* 1956), Fußballspieler
- Jochen Maas, Biologe und Veterinärmediziner, Geschäftsführer Forschung & Entwicklung bei Sanofi-Aventis, Honorarprofessor an der Technischen Hochschule Mittelhessen
- Petra Lang (* 1962), Mezzosopranistin und bedeutende Wagner-Interpretin
- Thomas Epp (* 1968), Fußballspieler und Fußballtrainer
- Len Schoormann (* 2002), Basketballspieler